# Xanthaciura biocellata
Xanthaciura biocellata är en tvåvingeart som först beskrevs av Thomson 1869.  Xanthaciura biocellata ingår i släktet Xanthaciura och familjen borrflugor. Inga underarter finns listade i Catalogue of Life.